# 지금 바로 윤회
〈지금 바로 윤회〉(영어: Retry Now, 일본어: いますぐ輪廻)는 일본의 보컬로이드 프로듀서(보카로P)인 나키소가 작사, 작곡한 노래이다. 2025년 8월 1일에 유튜브와 니코니코 동화를 통해 공개되었고, 다음 날인 8월 2일에 발매되었다. 보컬 음성은 보컬로이드인 하츠네 미쿠의 보컬을 사용하였다. 또한, 일본의 애니메이터이자 일러스트레이터인 channel이 뮤직 비디오의 일러스트를 그렸으며, 투고 2일 만에 유튜브에서 100만 회의 조회수를 기록하였다. 그리고 빌보드 재팬 니코니코 보컬로이드 송 톱 20에서 최고 1위를 차지, 핫 샷 송에서는 최고 8위를 차지하였다.

## 배경
2025년 7월 29일, 나키소는 X를 통해 8월 1일 투고 예고 게시물을 업로드하였다. 뮤직 비디오는 2025년 8월 1일에 공개되었고, 8월 2일에는 나키소의 앨범 싱글에 수록되어 스트리밍 서비스로 발매되었다. 

## 반응
유튜브에 업로드된 뮤직 비디오는 2025년 8월 3일, 2일 만에 100만 회의 조회수를 기록하였다.
2025년 8월 4일에는 니코니코 동화에서 10만 재생수를 달성하여 VOCALOID 전당입성을 달성하였고, 유튜브 일간 인기 뮤직비디오에서 일본 1위를 달성하였다.
2025년 8월 17일, 유튜브에 업로드된 뮤직 비디오는 1,000만 회의 조회수를 달성하였다.

## 차트 기록

### 주간 차트
| 차트                                       | 최고 순위 |
| ------------------------------------------ | --------- |
| 니코니코 보컬로이드 송 톱 20 (빌보드 재팬) | 1         |
| 핫 샷 송 (빌보드 재팬)                     | 8         |

## 발매
| 지역    | 날짜           | 형식                   |
| ------- | -------------- | ---------------------- |
| 전 세계 | 2025년 8월 2일 | 음악 다운로드 스트리밍 |